# 9K720 Iskander
9K720 Iskander (v kódu NATO: SS-26 Stone) je ruský mobilní taktický raketový systém schopný vypouštět balistické rakety krátkého dosahu. Dosah systému je přibližně 500 km. Je určený k ničení systémů protivzdušné a protiraketové obrany, či silně chráněných významných pozemních cílů (letiště, velitelská stanoviště, komunikační střediska,apod.). Existuje i verze systému nesoucí střely s plochou dráhou letu. Od balistické rakety systému Iskander byla odvozena i letecká balistická raketa Ch-47M2 Kinžal.

## Vznik a vývoj

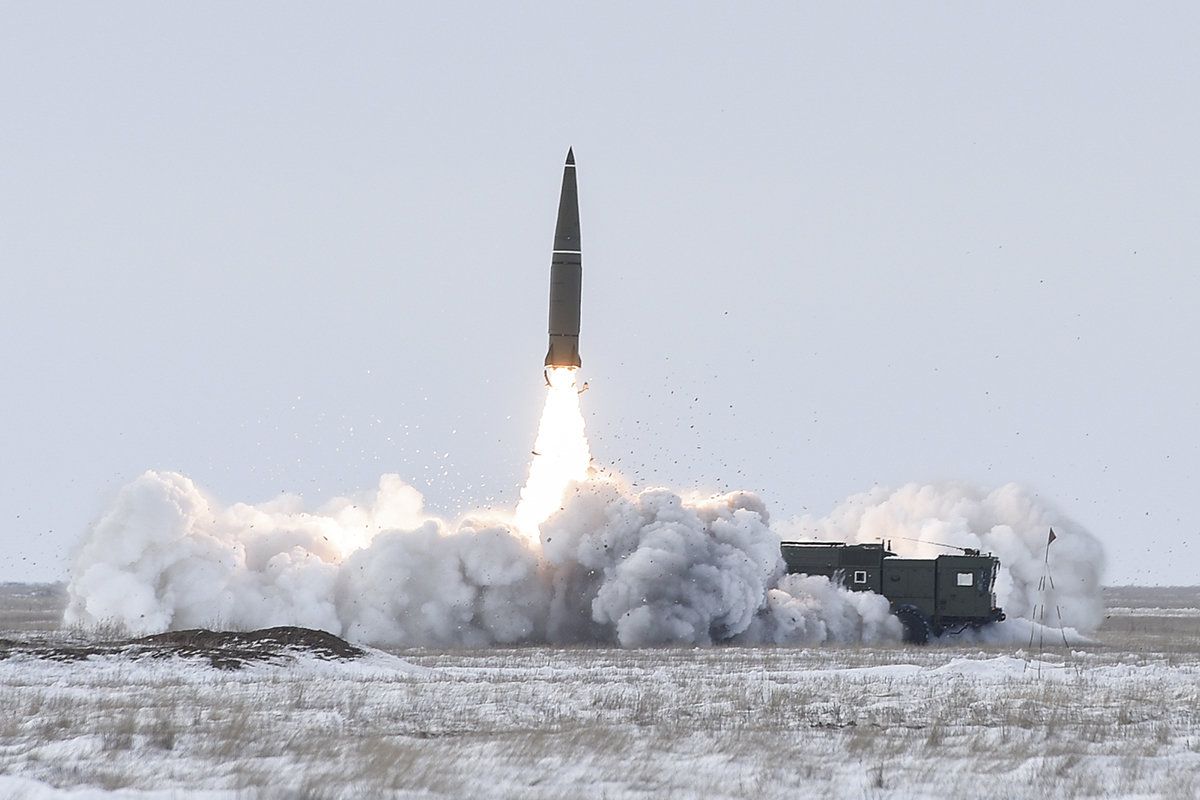
Odpal rakety 9M723 systému Iskander-M

Raketu vyvinula ruská korporace KBM (Konstruktorskoje bjuro mašinostrojenia) ve městě Kolomna jako náhradu systémů OTR-21 Točka a OTR-23 Oka. Vývoj byl zahájen na konci 80. let 20. století. Celkem třináct zkušebních odpalů rakety proběhlo v letech 1998–2005 na raketové střelnici Kapustin Jar. Do služby byla přijata roku 2006. Od roku 2010 byla testována vylepšená verze systému 9M723-1, přijatá do služby roku 2012. Nosič střel s plochou dráhou letu Iskander-K  byl testován od roku 2007 a do služby přijat pravděpodobně roku 2013.

## Popis

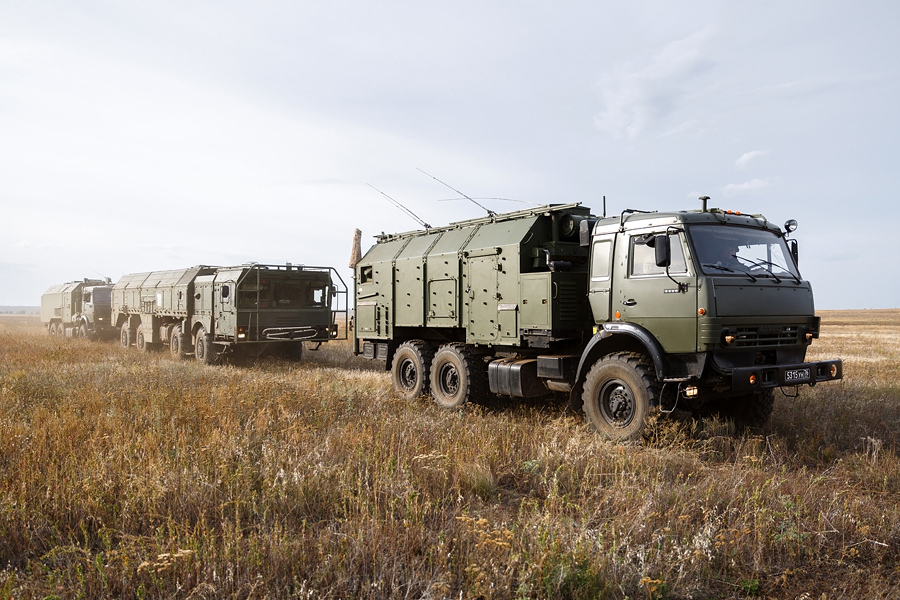
Velitelské vozidlo 9S552

### Balistická raketa
Balistická raketa 9M723 má délku 7,3 metru a průměr 0,92 metru. Její dosah je přibližně 500 km. Exportní verze 9M720 má dosah omezen na 280 km. Pohání ji jednostupňový raketový motor na tuhé pohonné látky. Vzletová hmotnost střely je 3800 kg. Na cíl může dopravit až 480–700 kg nákladu (exportní verze 480 kg). Raketa letí po zploštělé balistické křivce, takže neopustí atmosféru. V závěrečné fázi letu může provádět manévry s přetížením až 30 G. Naváděcí systém rakety využívá inerciální navigaci, globální družicový polohový systém GLONASS a radar. Má být schopna zasáhnout cíl s odchylkou 2–5 metrů (exportní verze 5–10 metrů). Může nést několik druhů hlavic, včetně tříštivotrhavé, jaderné, kazetové a termobarické.

### Vozidla

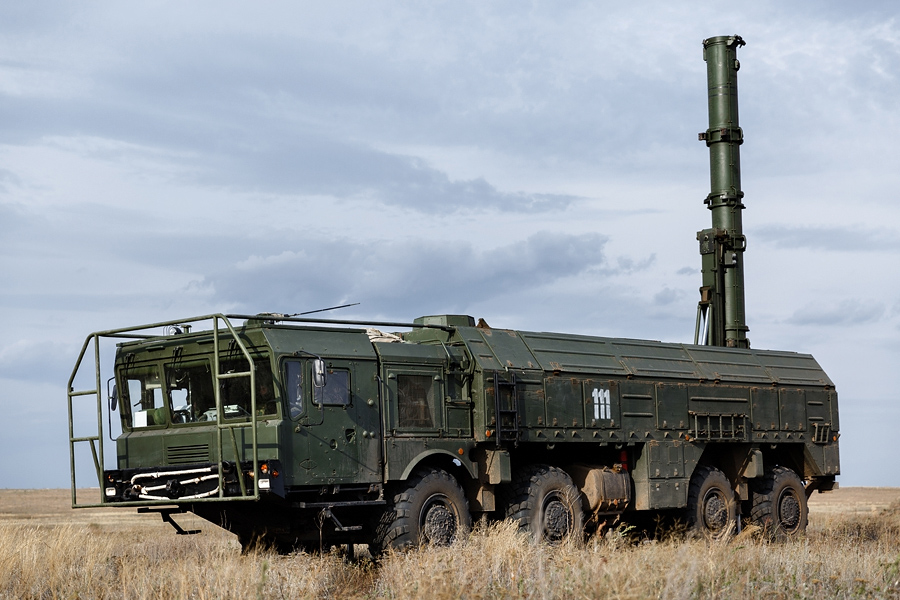
Iskander-K

Plně vybavená ruská brigáda se skládá z 12 odpalovacích vozidel, 12 muničních vozidel, 11 velitelských vozidel, 14 vozidel pro podporu personálu a jednoho vozidla pro zpracování dat. Jedna brigáda je vyzbrojena 48 raketami Iskander-M (24 ks na odpalovacích vozidlech a rezervních 24 ks na muničních vozidlech). Brigáda je rozdělená na tři oddíly, každý se dvěma bateriemi po dvou odpalovacích vozidlech.
Systém Iskander se skládá ze šesti typů vozidel:
- Odpalovací vozidlo 9P78 – Slouží pro přepravu, skladování a vypuštění dvou raket Iskander.
- Muniční vozidlo 9T250 – Slouží pro přepravu a uskladnění dvou raket, kterými zásobuje odpalovací vozidla 9P78-1.
- Velitelské vozidlo 9S552
- Vozidlo údržby – Je vybavené nářadím na běžnou údržbu a opravy raket.
- Vozidlo pro zpracování dat 9S920 – Slouží pro zjišťování souřadnic cíle a přípravu letových misí raket.
- Vozidlo pro podporu personálu – Slouží k ubytování a stravování posádky.

## Varianty

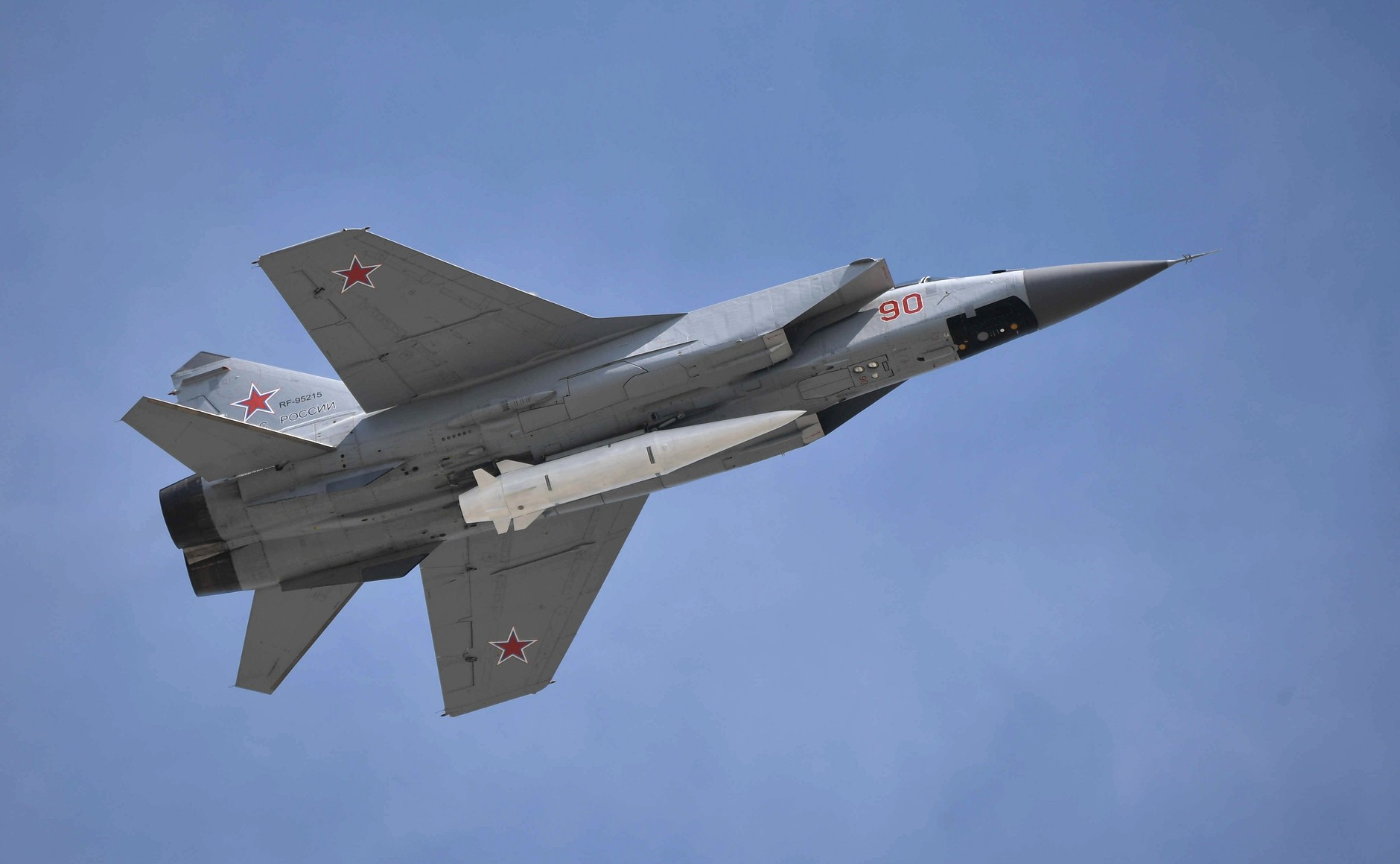
MiG-31K s podvěšenou leteckou balistickou raketou Ch-47M2 Kinžal

- Iskander-M – Verze se dvěma balistickými raketami 9M723. Provozována výhradně Ruskem.
- Iskander-K – Verze se dvěma řízenými střelami s plochou dráhou letu. 9M728 (SSC-X-7, jinak též R-500) s dostřelem 500 km. Provozována výhradně Ruskem.
- Iskander-E – Exportní verze s balistickými raketami 9M720 s dostřelem 280 km.
- Ch-47M2 Kinžal – Letecká balistická raketa vycházející z rakety 9M723 Iskander.[2]

## Uživatelé
- Rusko – Hlavní uživatel systému Iskander. K roku 2019 vyzbrojeno 11 brigád Iskander-M.[1]
- Arménie – První zahraniční uživatel exportního systému Iskander-E. Zařazeny roku 2016.[1]
- Alžírsko – Roku 2017 zakoupilo čtyři brigády systému Iskander-E (48 odpalovacích vozidel a 120 dalších vozidel).[1]

## Bojové nasazení

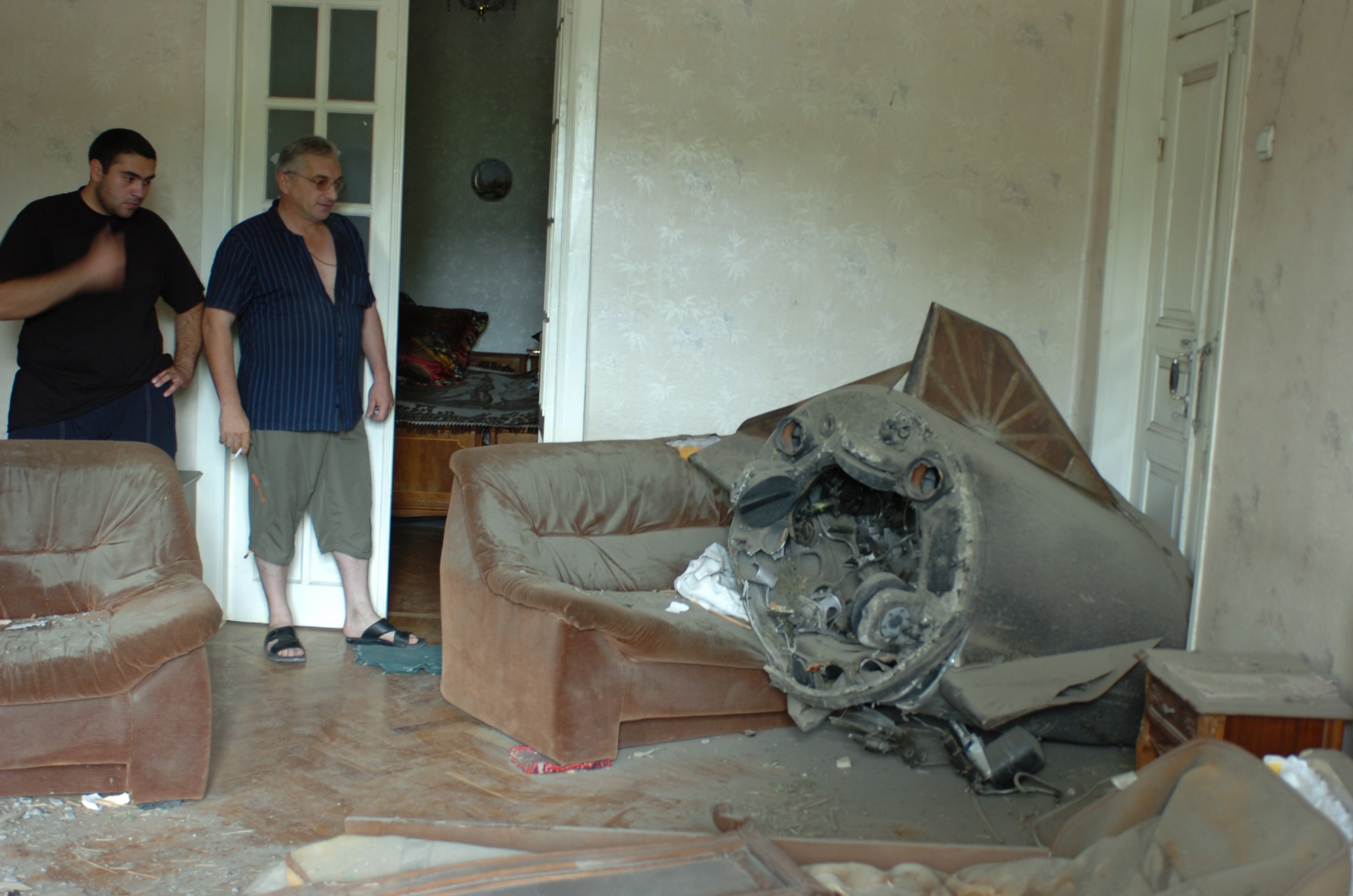
Zbytky ruské balistické rakety systému Iskander nalezené v domě v gruzínském městě Gori

Balistické rakety Iskander-M jsou významným prvkem ruské politiky jaderného odstrašení. Od roku 2009 Rusko hrozilo umístěním systémů Iskander-M jako reakci na instalaci amerických prvků protiraketové obrany ve Střední a Východní Evropě. V letech 2013, 2015 a 2016 informovalo o umístění systémů Iskander-M v Kaliningradu, odkud ohrožovaly Německo, Polsko, Švédsko a státy Pobaltí. Od roku 2018 jsou rakety v Kaliningradu umístěny trvale.
Ruská armáda systémy Iskander-M poprvé nasadila roku 2008 ve válce v Jižní Osetii.
Roku 2016 byly systémy Iskander-M vyslány v rámci vojenské intervence v Sýrii. Raketa Iskander-M byla například použita k útoku na civilní nemocnici.
Arménie své systémy Iskander-E nasadila roku 2020 v prohrané druhé válce o Náhorní Karabach.
Nejintenzivněji byly systémy Iskander nasazeny od února 2022 při ruské invazi na Ukrajinu. Jen 24. února 2022 bylo vypuštěno 63 raket, 25. února sedm a 26. února pět. Útoky mířily mimo jiné na letiště, systémy protivzdušné obrany, či velitelská stanoviště. Terčem střely Iskander se 27. června 2023 stala také pizzerie v Kramatorsku.